# Sint-Jozefkerk (Nieuw Namen)
De Sint-Jozefkerk is de parochiekerk van het tot de Zeeuwse gemeente Hulst behorende dorp Nieuw Namen, gelegen aan Hulsterloostraat 76.

## Geschiedenis
De kerk, een ontwerp van P. Soffers, werd in 1860, kort na de stichting van het dorp, in gebruik genomen. In 1898 werd de kerk uitgebreid met een transept naar ontwerp van H. Goethals. In 1912 werd een nieuwe toren gebouwd, ontworpen door J. Vermeulen. In 1923 heeft Vermeulen ook de zijbeuken verlengd.

## Gebouw
Het betreft een driebeukige kruiskerk waarvan het koor driezijdig afgesloten is. De voorgebouwde toren heeft twee geledingen en een ingesnoerde spits.
In de kerk bevindt zich een zandstenen altaar en een triomfkruis uit de tijd van de bouw.
Voor de kerk bevindt zich een bronzen Heilig Hartbeeld van omstreeks 1920, vervaardigd door P. de Roeck.